# 柳原極堂
柳原 極堂（やなぎはら きょくどう、慶応3年2月11日（1867年3月16日）- 昭和32年（1957年）10月7日）は愛媛県出身の俳人である。

## 経歴
伊予国温泉郡北京町（現在の松山市二番町）に父・柳原権之助、母・トシの長男として出生。本名は正之、幼名を喜久馬。 明治7年（1874年）に藩学明教館に入り、大学の素読を受けた。明治14年（1881年）に松山中学（現在の愛媛県立松山東高等学校）に入学したがこのとき在学していた同じ年の正岡子規と親交を深め、のち明治16年（1883年）に正岡と謀って松山中学を中退し上京した。
共立学校（現在の開成中学校）を卒業し、明治22年（1889年）に松山へ戻り海南新聞社に入社した。 新聞記者の傍ら明治27年（1894年）に松風会を結成し、「碌堂」と号する。
明治28年（1895年）、日清戦争から帰還療養中の正岡を夏目漱石の愚陀仏庵に訪ね松風会員とともに俳句の指導を受けた。
明治29年（1896年）には正岡に勧められ号を「極堂」に変え、明治30年（1897年）に月刊俳誌「ほとゝぎす」を創刊。21号以降高浜虚子に有償譲渡した。のち昭和7年（1932年）には「鶏頭」を創刊している（118冊刊行するも戦中の紙不足のため昭和17年（1942年）廃刊）。
明治32年（1899年）に松山市議会議員に当選し、以後4回市議を務め明治39年（1906年）に再創刊した伊予日々新聞の社長として昭和2年（1927年）の廃刊まで新聞の発行にも力を注いだ。
昭和29年（1954年）、句集「草雲雀」を刊行。晩年は子規研究およびその顕彰に捧げられ、松山市初の名誉市民となった昭和32年（1957年）、90歳で没した。墓所は松山市の妙清寺。

## 句碑
- 昭和25年（1950年） 松山市三津浜（観月庵）
- 昭和27年（1952年） 西宇和郡保内町川之石
- 昭和31年（1956年） 新居浜市合田一系宅

## 受賞・顕彰
- 昭和28年（1953年） 第1回愛媛文化賞
- 昭和28年（1953年） 第1回教育文化賞
- 昭和32年（1957年） 県民賞
- 昭和32年（1957年） 松山市名誉市民[1]